# Skovshoved
Skovshoved er en nordlig bydel i Storkøbenhavn, beliggende i Gentofte Kommune. Kommunen har 75.033 indbyggere  (2024). Skovshoved er i dag vokset sammen med Gentoftes øvrige bydele, men var oprindelig et fiskerleje med historiske rødder langt tilbage i tiden.
Bydelen ligger ved Skovshoved Havn, der i dag fremtræder som en lystbådehavn med diverse sejlklubber og ro- og kajakklubber.
I 1915 blev Skovshoved Sogn udskilt af Ordrup Sogn, da Skovshoved Kirke blev indviet. Helt tilbage i tiden hørte Skovshoved under Gentofte Sogn, og det store skib i Gentofte Kirke er en gave fra fiskerne i Skovshoved.

## Historie
Skovshoved er et gammelt fiskerleje. Det nævnes første gang i 1275. I 1682 bestod fiskerlejet af 1 hus med jord og 10 huse uden jord. Det samlede dyrkede areal udgjorde 0,5 tønder land skyldsat til 0,09 tønder hartkorn.
I 1700-tallet omtales fiskerlejet således af Nicolai Jonge: "Skoushoved, ned ved Strandsiden, er et Fiskerleie, har 42 Huse, hvis Beboere ere Fiskere, som daglig forsyne Kiøbenhavns Borgere med Mængde af fersk Fisk, saasom: Flyndre, Torsk, Sild, Hornfisk, Makrel, som de paa Baade bringe ind til Staden."
Havnen blev opført i 1869.
Omkring år 1900 beskrives forholdene således: "Skovshoved, Fiskerby (1894: 111 Fiskere, der i alt ejede 1 Kutter, 45 Dæksbaade og 15 mindre Fartøjer, og hvis Fangst havde en Værdi af 68,000 Kr.) og Villaby med Baadehavn (7 à 8 F. dyb i den østl. Del), med Havnefyr og Dampbaadsforbindelse med Hovedstaden, Skole, Asyl (opr. 1878), 2 Baadebyggerier, Købmandsforretninger m. m. og Hotel."

## Arkitektur
En stor del af den gamle fiskerlandsby har overlevet.
Rydhave, der i dag er den officielle bolig for USA's ambassadør i Danmark, er et eksempel på de store landsteder, som blev opført i slutningen af 1800-tallet og starten af 1900-tallet. Huset blev opført i 1885 til Emil Edvard Schackenburg , der ejede et teglværk.
Skovshoved Hotel har 22 værelser, og i 2003 blev det listet som et af verdens 50 bedste hoteller af Condé Nast .
Skovshoved Kirke er bygget 1914-1915, og blev designet af Alfred Brandt. Skovshoved tankstation blev tegnet af Arne Jacobsen i 1936, og er i dag en fredet benzinstation.

## Sport
Bydelen havde frem til 1961 en fodboldklub i landets bedste række, Skovshoved IF, der bl.a. opnåede sølv i sæsonerne 1926-27 og 1952-53.